# Lil B
Brandon Christopher McCartney, noto come Lil B o come The BasedGod (Berkeley, 17 agosto 1989), è un rapper statunitense.

## Discografia

### Album in studio

#### Solisti
- 2009 - 6 Kiss
- 2010 - Rain in England
- 2011 - Angels Exodus
- 2011 - I'm Gay (I'm Happy)

In collaborazione
- 2007 - Based Boys (con i The Pack)
- 2010 - Wolfpack Party (con i The Pack)

### EP
- 2006 - Skateboards 2 Scrapers (con i The Pack)

### Album strumentali
- 2012 - Choices and Flowers (come The BasedGod)
- 2012 - Tears 4 God (come The BasedGod)

### Mixtape
- 2007 - S.S. Mixtape Vol. 1 (con Young L come Young World)
- 2009 - S.S. Mixtape Vol. 2 (con Young L come Young World)
- 2009 - I'm Thraxx
- 2010 - Dior Paint
- 2010 - Pretty Boy Millionaires (con Soulja Boy)
- 2010 - Everything Based
- 2010 - Blue Flame
- 2010 - Roses Exodus
- 2010 - Paint
- 2010 - MF Based
- 2010 - Gold Dus
- 2010 - Where Did The Sun Go
- 2010 - Red Flame
- 2010 - Red Flame: Evil Edition
- 2010 - MM. Christmas
- 2011 - Red Flame: Devil Music Edition
- 2011 - Illusions Of Grandeur
- 2011 - Bitch Mob: Respect Da Bitch Vol.1
- 2011 - I Forgive You
- 2011 - Black Flame
- 2011 - The Silent President
- 2011 - BasedGod Velli
- 2011 - Blue Eyes
- 2011 - Goldhouse
- 2012 - White Flame
- 2012 - God's Father
- 2012 - #1 Bitch
- 2012 - The BasedPrint 2
- 2012 - Trapped In BasedWorld
- 2012 - Water Is D.M.G. Pt. 1
- 2012 - Green Flame
- 2012 - Rich After Taxes
- 2012 - Task Force
- 2012 - Obama BasedGod
- 2012 - Based Jam
- 2012 - Frozen
- 2012 - Illusions of Grandeur 2
- 2012 - Halloween H2O
- 2012 - Crime Fetish
- 2012 - Glassface
- 2013 - Pink Flame
- 2013 - P.Y.T. (Pretty Young Thug)
- 2013 - 100% Percent Gutta
- 2013 - 05 Fuck Em
- 2014 - Basedworld Paradise
- 2014 - Hoop Life
- 2014 - Ultimate Bitch
- 2015 - Free (Based Freestyles Mixtape) (con Chance The Rapper)
- 2015 - Thugged Out Pissed Off
- 2017 - Black Ken
- 2018 - Platinum Flame
- 2018 - Options
- 2019 - 28 Wit a Ladder
- 2019 - The Hunchback of BasedGod
- 2019 - Loyalty Casket
- 2020 - 30 Wit a Hammer
- 2020 - Trap Oz
- 2020 - Gutta Dealership
- 2020 - Bruno Wit da Pruno
- 2020 - Hoop Life 2
- 2021 - Santa
- 2021 - Red Flame After the Fire
- 2022 - Frozen
- 2022 - The Frozen Tape
- 2022 - Thraxxx Kiss (con Keyboard Kid)
- 2022 - Afrikantis

### Compilation mixtape
- 2008 - Internet Legend: The MySpace Messiah
- 2009 - Based Blunts Vol. 1
- 2010 - Base World Pt. 1
- 2011 - The MySpace Files, Vol. 1
- 2011 - Free Music: The Complete Myspace Collection
- 2012 - 848 Song Based Freestyle Mixtape